# کوزیمو تورا
کوزیمو تورا (به ایتالیایی: Cosimo Tura)، (زاده حدود ۱۴۳۰–درگذشته ۱۴۹۵) نقاش ایتالیایی اوایل رنسانس یا (کواتروچنتو) بود که به عنوان یکی از بنیانگذاران مکتب فرارا در نظر گرفته می‌شود.

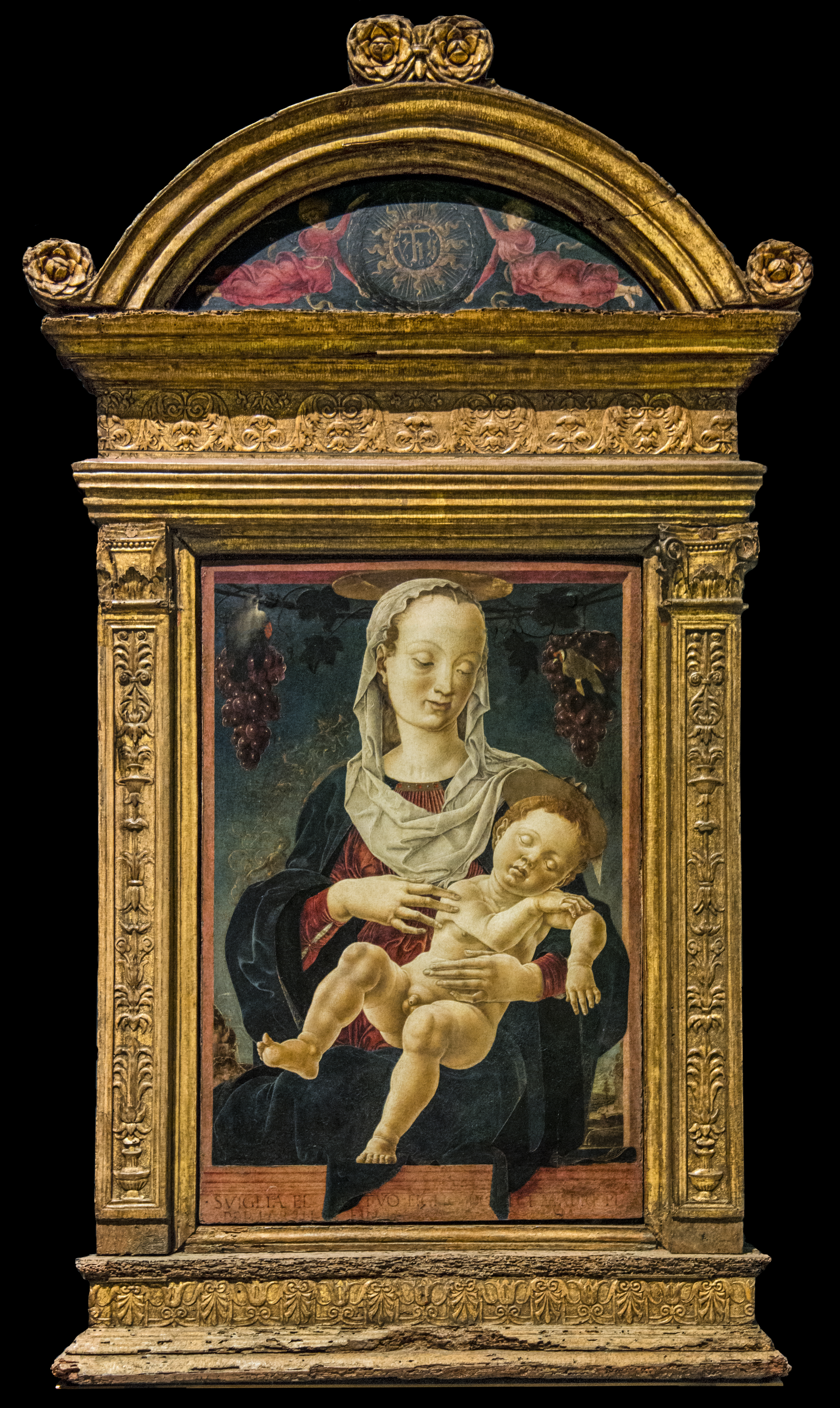

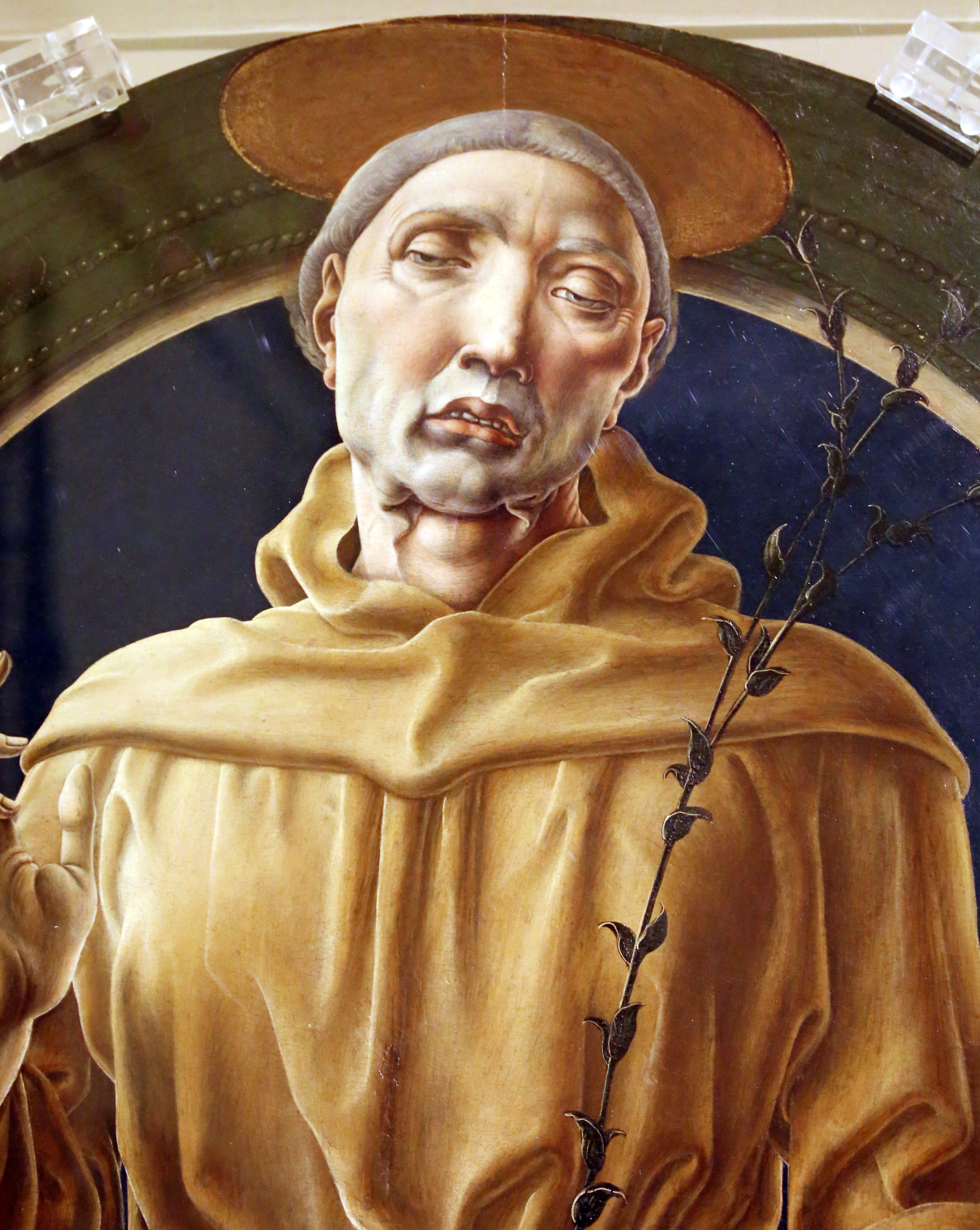

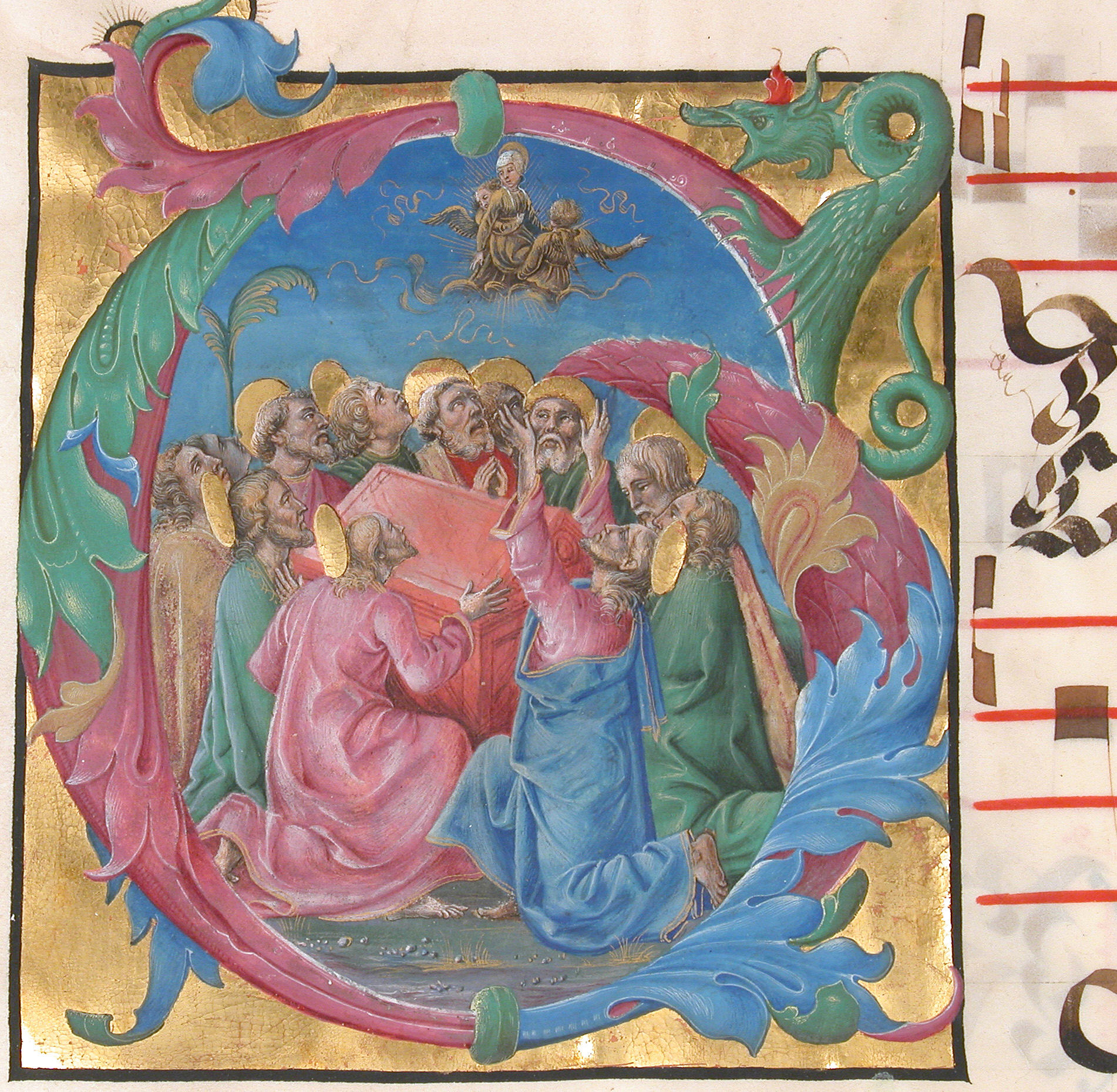